# Kamikaze (альбом Эминема)
Kamikaze (с англ. — «Камикадзе») — десятый студийный альбом американского рэпера Эминема, выпущенный 31 августа 2018 года без какого-либо предварительного анонса. Продюсерами альбома выступили Dr. Dre и сам Эминем.
Практически все песни Kamikaze — это ответ на критику предыдущего альбома Эминема, Revival, который получил неоднозначные оценки критиков и слушателей. Завершает альбом одноимённая песня-саундтрек к фильму «Веном».
Альбом получил в основном положительные отзывы от музыкальных критиков. Многие похвалили Эминема за возвращение к своему агрессивному стилю, но в то же Kamikaze подвергся критике за отсутствие инноваций. Альбом также вызвал очень много споров из-за оскорблений других артистов. Kamikaze также имел коммерческий успех: он возглавил чарты более чем в пятнадцати странах и дебютировал на первой строчке чарта Billboard 200. В декабре 2018 года альбом получил «платиновый» статус RIAA.

## Запись и релиз
Ответ на неоднозначную критику девятого альбома Эминема Revival, вышедшего 15 декабря 2017 года, произошёл 8 января. В этот день Эминем выпустил ремикс-версию песни «Chloraseptic», которая была d альбоме. В ней был изменён последний куплет, в котором Эминем издевается над критиками и слушателями, которые негативно отзывались на Revival. Песня заканчивается фразой «I"ll Be Back» (рус. Я ещё вернусь). 22 января были опубликованы фотографии с записи альбома. На них был изображён американский продюсер S1. Он первоначально сделал биты для Revival, но Эминем отказался их использовать. Тем не менее, S1 продолжал присылать Эминему биты, и в итоге они были использованы для будущего альбома Kamikaze. За день до выхода Kamikaze Эминем опубликовал 15-секундный тизер новой песни с логотипом супергеройского фильма «Веном».
31 августа Эминем выпускает свой десятый альбом Kamikaze без какой-либо рекламной кампании. Сначала альбом вышел в цифровом варианте, а позже вышла «коробочная» версия Kamikaze на сайте Эминема — диски, винил и кассеты. В качестве продвижения своего релиза, артист использовал социальные сети — Twitter и Instagram, чтобы поднять шумиху вокруг своего сенсационного альбома. Через несколько недель после выхода альбома и коммерческого успеха, Эминем разместил на сайте The Hollywood Reporter саркастическую фотографию, в которой рэпер высмеивает критиков, давшие отрицательные отзывы Kamikaze, в том числе и сам The Hollywood Reporter.
Хотя до релиза у альбома не было маркетинга, Эминем выступил на церемонии BET Hip Hop Awards в 2017 году со своим фристайлом «The Storm», в котором были отголоски будущего трека «The Ringer». За месяц до этого он появился с футболкой из линейки The Kamikaze.
Американский певец Джастин Вернон, чей вокал не был назван в трек-листе альбома и в песне «Fall», утверждал, что его не было в студии, когда была сделана запись. 4 сентября 2018 года был выпущен видеоклип на «Fall», посвящённый критике Revival. Клип снял Джеймс Ларезе, режиссёр других клипов Эминема (Framed и Caterpillar). Второй видеоклип на «Lucky You» вышел 13 сентября, «Venom» — 5 октября, а также «Good Guy» — 7 декабря.

## Обложка
На обложке изображён взрывающийся реактивный самолёт F-86, а пилот самолёта показывает средний палец. Обложка Kamikaze отсылает к обложке альбома хип-хоп-группы Beastie Boys Licensed to Ill. Beastie Boys были вдохновителями Эминема в течение нескольких лет, но не давали группе консультаций по поводу обложки. На самолёте написано отзеркаленное слово SUCKIT (TIKCUS, англ. Выкусите), скрытое послание для критиков. Также написано Fuck You Too (FU-2, англ. Идите туда же).

## Реакция критиков
| Совокупная оценка    | Совокупная оценка |
| Источник             | Оценка            |
| -------------------- | ----------------- |
| Metacritic           | 62/100            |
| Оценки критиков      |                   |
| Источник             | Оценка            |
| AllMusic             | [ 17 ]            |
| The Telegraph        | [ 18 ]            |
| Роберт Кристгау      | B+                |
| NME                  | [ 20 ]            |
| XXL                  | , XL              |
| Rolling Stone        | [ 22 ]            |
| Pitchfork            | 5.0/10            |
| The Guardian         | [ 24 ]            |
| PopMatters           | 7/10              |
| Consequence of Sound | B-                |
| HipHopDX             | 3.9/5             |

Альбом получил в основном положительные отзывы от музыкальных критиков. Сайт-агрегатор Metacritic дал альбому лишь 62 балла из 100 на основе 16 рецензий, что указывает на «в целом положительные рецензии».
Айя Романо из Vox назвала Kamikaze лучшим альбомом Эминема за последнее время, похвалив возвращение к своему старому звучанию после отклонения от Revival. Эд Пауэр из The Telegraph также сравнил этот альбом с предыдущим альбомом рэпера, назвав его «высоко-бьющим и низко-пробивающим ударом» и лучшим релизом. Variety заявил, что Kamikaze похож на Revival, написав: «Его голос звучал не так капризно, глупо, страстно и разъярённо, как в предыдущем альбоме».

## Список треков
| №                   | Название                           | Автор(ы) | Продюсеры                                      | Длительность |
| ------------------- | ---------------------------------- | --- | ---------------------------------------------- | ------------ |
| 1.                  | «The Ringer»                       | Marshall Mathers Ronald Spence Jr. Luis Resto Ray Fraser Katorah Marrero Matthew Jacobson                                     | Ronny J IllaDaProducer Eminem [a]              | 5:37         |
| 2.                  | «Greatest»                         | Mathers Jeremy Miller Kendrick Lamar Asheton Hogan Michael Williams Anthony Tiffith Джордан Дженкс Symere Woods Jordan Carter | Mike Will Made It Jeremy Miller                | 3:46         |
| 3.                  | «Lucky You» (при уч. Joyner Lucas) | Mathers Matthew Samuels Jahaan Sweet Gary Lucas Fraser                                                                        | Boi-1da Jahaan Sweet IllaDaProducer Eminem [b] | 4:04         |
| 4.                  | «Paul» (Skit)                      | Paul Rosenberg | Eminem                                         | 0:35         |
| 5.                  | «Normal»                           | Mathers Fraser Larry Griffin, Jr. Maurice Nichols R. Sheldon Yukimi Nagano Fredrik Wallin Håkan Wirenstrand Erik Bodin        | IllaDaProducer S1 Lonestarrmuzik Swish Allnet  | 3:42         |
| 6.                  | «Em Calls Paul» (Skit)             | Mathers | Eminem                                         | 0:49         |
| 7.                  | «Stepping Stone»                   | Mathers L. Resto Mario Resto                                                                                                  | L. Resto Eminem                                | 5:09         |
| 8.                  | «Not Alike» (при уч. Royce da 5'9) | Mathers Spence, Jr. Brytavious Chambers Ryan Montgomery                                                                       | Tay Keith Ronny J Eminem [b]                   | 4:48         |
| 9.                  | «Kamikaze»                         | Mathers Tim Suby James Smith Dwayne Simon Bobby Ervin                                                                         | Mike Will Made It Eminem [b]                   | 3:36         |
| 10.                 | «Fall»                             | Mathers Williams L. Resto BJ Burton Justin Vernon                                                                             | Mike Will Made It Eminem [b]                   | 4:22         |
| 11.                 | «Nice Guy» (при уч. Jessie Reyez)  | Mathers Jessie Reyez L. Resto Fred Ball Griffin, Jr.                                                                          | S1 Ball Eminem [b]                             | 2:30         |
| 12.                 | «Good Guy» (при уч. Jessie Reyez)  | Mathers Reyez Fraser Norio Aono Yutaka Yamada Lisa Gomamoto                                                                   | IllaDaProducer Eminem [b]                      | 2:22         |
| 13.                 | «Venom» (саундтрек)                | Mathers L. Resto | L. Resto Eminem                                | 4:29         |
| Общая длительность: | Общая длительность:                | Общая длительность: | Общая длительность:                            | 45:49        |

Примечания
- «Fall» включает в себя вокал Джастина Вернона[23].

Сэмплы
- «Greatest» содержит сэмплы из песни «Humble», написанной и исполненной Кендриком Ламаром[23] и «Woke Up Like This», написанную и исполненную Lil Uzi Vert и Playboi Carti.

## Сертификации, продажи и прослушивания
Продажи в мире составляют 4,000,000 копий по миру (сентябрь 2020 года).
Альбом набрал 3,5 миллиарда прослушиваний на Spotify (апрель 2025 года)
| Регион                        | Сертификаты | Продажи   |
| ----------------------------- | ----------- | --------- |
| Австралия (ARIA)              | Золото      | 35,000^   |
| Дания (IFPI Denmark)          | Платина     | 20,000^   |
| Франция(SNEP)                 | Золото      | 50,000*   |
| Италия (FIMI)                 | Золото      | 25,000*   |
| Новая Зеландия (RMNZ)         | Платина     | 15,000^   |
| Норвегия (IFPI Norway)        | Золото      | 15,000*   |
| Соединённое Королевство (BPI) | Золото      | 198,000   |
| Соединённые Штаты (RIAA)      | Платина     | 1,000,000 |

## Хит-парад
| \| Страна \| Позиция \| \| ---------------------------------------------------- \| ------- \| \| Австралия (ARIA) \| 1 \| \| Австрия (Ö3 Austria) \| 1 \| \| Бельгия (Ultratop Flanders) \| 1 \| \| Канада (Billboard) \| 1 \| \| Чехия (ČNS IFPI) \| 1 \| \| Дания (Hitlisten) \| 1 \| \| Финляндия (Suomen virallinen lista) \| 1 \| \| Франция (SNEP) \| 3 \| \| Германия (Top 20 Hip Hop) \| 1 \| \| Греция (IFPI) \| 3 \| \| Венгрия (MAHASZ) \| 8 \| \| Италия (FIMI) \| 1 \| \| Япония (Oricon) \| 32 \| \| Новая Зеландия (RMNZ) \| 1 \| \| Норвегия (VG-lista) \| 1 \| \| Польша (ZPAV) \| 3 \| \| Португалия (AFP) \| 4 \| \| Шотландия (OCC) \| 1 \| \| Испания (PROMUSICAE) \| 12 \| \| Швеция (Sverigetopplistan) \| 1 \| \| Соединённое Королевство (OCC) \| 1 \| \| Соединённые Штаты Billboard 200 \| 1 \| \| Соединённые Штаты Top R&B/Hip-Hop Albums (Billboard) \| 1 \| |         |
| Страна | Позиция |
| Австралия (ARIA) | 1       |
| Австрия (Ö3 Austria) | 1       |
| Бельгия (Ultratop Flanders) | 1       |
| Канада (Billboard) | 1       |
| Чехия (ČNS IFPI) | 1       |
| Дания (Hitlisten) | 1       |
| Финляндия (Suomen virallinen lista) | 1       |
| Франция (SNEP) | 3       |
| Германия (Top 20 Hip Hop) | 1       |
| Греция (IFPI) | 3       |
| Венгрия (MAHASZ) | 8       |
| Италия (FIMI) | 1       |
| Япония (Oricon) | 32      |
| Новая Зеландия (RMNZ) | 1       |
| Норвегия (VG-lista) | 1       |
| Польша (ZPAV) | 3       |
| Португалия (AFP) | 4       |
| Шотландия (OCC) | 1       |
| Испания (PROMUSICAE) | 12      |
| Швеция (Sverigetopplistan) | 1       |
| Соединённое Королевство (OCC) | 1       |
| Соединённые Штаты Billboard 200 | 1       |
| Соединённые Штаты Top R&B/Hip-Hop Albums (Billboard) | 1       |

| Страна                                               | Позиция |
| ---------------------------------------------------- | ------- |
| Австралия (ARIA)                                     | 1       |
| Австрия (Ö3 Austria)                                 | 1       |
| Бельгия (Ultratop Flanders)                          | 1       |
| Канада (Billboard)                                   | 1       |
| Чехия (ČNS IFPI)                                     | 1       |
| Дания (Hitlisten)                                    | 1       |
| Финляндия (Suomen virallinen lista)                  | 1       |
| Франция (SNEP)                                       | 3       |
| Германия (Top 20 Hip Hop)                            | 1       |
| Греция (IFPI)                                        | 3       |
| Венгрия (MAHASZ)                                     | 8       |
| Италия (FIMI)                                        | 1       |
| Япония (Oricon)                                      | 32      |
| Новая Зеландия (RMNZ)                                | 1       |
| Норвегия (VG-lista)                                  | 1       |
| Польша (ZPAV)                                        | 3       |
| Португалия (AFP)                                     | 4       |
| Шотландия (OCC)                                      | 1       |
| Испания (PROMUSICAE)                                 | 12      |
| Швеция (Sverigetopplistan)                           | 1       |
| Соединённое Королевство (OCC)                        | 1       |
| Соединённые Штаты Billboard 200                      | 1       |
| Соединённые Штаты Top R&B/Hip-Hop Albums (Billboard) | 1       |